# Opak (groupe suisse)
Pour les articles homonymes, voir Opak.
Opak est un groupe de musique électronique suisse de musique instrumentale au carrefour entre post-rock, ambient, electronica, trip hop et jazz.

## Biographie
Basé dans la ville suisse de Vevey, le duo composé de Julien Grandjean et Arnaud Sponar se rencontre en 1999. À la suite d'un concert à Genève, ils se voient offrir la possibilité d'enregistrer un premier album en 2003 : Prolog. Le groupe participe à plusieurs remixes, notamment pour le groupe Wonderspleen, et musiques de film. En parallèle, Opak enregistre en 2005 son deuxième album Two sleepwalkers on a tight-rope.
Durant les concerts, le groupe comprend Arnaud à la batterie, percussions, piano, sax et magnétophones, et Julien au laptop, guitare, basse et effets. L'aspect visuel du groupe est important et est assuré par Thanassis Fouradoulas, ami du duo et cinéaste pour lequel Opak a composé.

## Discographie
- Prolog (2003)
- Two sleepwalkers on a tight-rope (2005)